# Суаран
Суара́н (фр. Soirans) — коммуна во Франции, находится в регионе Бургундия. Департамент коммуны — Кот-д’Ор. Входит в состав кантона Осон. Округ коммуны — Дижон.
Код INSEE коммуны — 21609.

## Население
Население коммуны на 2010 год составляло 469 человек.
| 1962 | 1968 | 1975 | 1982 | 1990 | 1999 | 2010 |
| ---- | ---- | ---- | ---- | ---- | ---- | ---- |
| 113  | 114  | 118  | 234  | 330  | 361  | 469  |

## Экономика
В 2010 году среди 311 человек трудоспособного возраста (15—64 лет) 242 были экономически активными, 69 — неактивными (показатель активности — 77,8 %, в 1999 году было 68,9 %). Из 242 активных жителей работали 234 человека (121 мужчина и 113 женщин), безработных было 8 (7 мужчин и 1 женщина). Среди 69 неактивных 27 человек были учениками или студентами, 23 — пенсионерами, 19 были неактивными по другим причинам.